# David Conrad
David Crawford Conrad (17 de agosto de 1969) es un actor estadounidense. Nació y se crio en Pittsburgh, Pensilvania. Empezó su carrera como actor en 1994. Hasta 2010 fue el protagonista de la serie de televisión Ghost Whisperer, junto a Jennifer Love Hewitt.

## Biografía
David Conrad es hijo del ingeniero Jim Conrad y de la bibliotecaria Margaret Conrad. Cursó sus estudios universitarios en la Universidad Brown. Ha participado en diversas obras de teatro en Broadway, entre ellas Enrique IV. Después de participar en la que sería su primera aparición cinematográfica, en la película Darkness, de 1993, fue elegido en 1996 para aparecer en la serie de la ABC Relativity. La serie no tuvo la audiencia esperada y fue cancelada. Una de las protagonistas de la serie era Lisa Edelstein (Lisa Cuddy en Dr. House). Ese mismo año participó en la película para televisión Under Heart, en la cual interpretó el papel de Simon. En 1997 protagonizó la película para televisión Blancanieves: una historia de terror, junto a Sigourney Weaver, Sam Neill y Gil Bellows (Billy en la serie Ally McBeal). Luego, apareció en Return to Paradise, una película de 1998 protagonizada por Anne Heche, Vince Vaughn y Joaquín Phoenix. Ese mismo año interpretó la obra The Deep Blue Sea, de Terence Rattigan, sobre los escenarios de Broadway. En 1999 protagonizó junto a Gena Rowlands y Brooke Shields la película The Weekend. Ese mismo año participó en otra película para televisión, esta vez junto a Carla Gugino y Laura Dern, llamada A Season for Miracles. En el año 2000 apareció en la película Hombres de honor, junto a Robert De Niro y Cuba Gooding Jr.
En el año 2000 también apareció en cinco episodios de la primera temporada de Roswell, serie que emitió la cadena WB y que luego repitió el canal SciFi en Estados Unidos, mientras que en España hizo lo mismo el canal FOX. En 2002 protagonizó la película de televisión The Time Tunnel. En 2003 apareció en Anything Else, película de Woody Allen, junto a Christina Ricci y Jason Biggs; además actuó en la película para televisión L.A. Confidential, junto a Kiefer Sutherland; y apareció en siete episodios de Miss Match, serie de la NBC que fue cancelada tras sólo tres meses de estar al aire. Beck and Call fue otra película para televisión que protagonizó, esta vez en 2004 y actuando junto a Vanessa Williams. En 2005 apareció en un episodio de la popular serie Dr. House; y además, protagonizó tres filmes, Wedding Crashers, Dumpster y Crazy. Inmediatamente después, fue seleccionado para interpretar al marido de Jennifer Love Hewitt en la serie de la CBS Ghost Whisperer. Desde el año 2005 hasta el año 2010 participó en esta serie interpretando a Jim Clancy, un marido muy paciente con su esposa, Melinda Gordon, una mujer que puede comunicarse con los espíritus.
Desde 2013, Conrad apareció en siete episodios de la primera temporada de la serie Agents of S.H.I.E.L.D., en el papel de Ian Quinn.

## Filmografía

### Cine
| Año  | Título                                                       | Rol            | Notas |
| ---- | ------------------------------------------------------------ | -------------- | ----- |
| 1993 | Darkness                                                     | Vampiro        |       |
| 1996 | Under Heat                                                   | Simon          |       |
| 1998 | Return to Paradise                                           | Tony Croft     |       |
| 1999 | The Weekend                                                  | Lyle           |       |
| 2000 | Hombres de honor                                             | Capitán Hanks  |       |
| 2003 | Anything Else                                                | Dr. Phil Reed  |       |
| 2005 | Wedding Crashers                                             | Trap           |       |
| 2005 | Dumpster                                                     | Francis Kramer |       |
| 2007 | Crazy                                                        | Ryan Bradford  |       |
| 2009 | Follow the Prophet                                           | Roger Colden   |       |
| 2011 | About Sunny                                                  | Ted            |       |
| 2012 | Undaunted: The Forgotten Giants of the Allegheny Observatory | Narrador       |       |
| 2023 | Basic Psych                                                  | Dan            |       |

### Televisión
| Año             | Título                              | Rol                                | Nota                                                                  |
| --------------- | ----------------------------------- | ---------------------------------- | --------------------------------------------------------------------- |
| 1996            | Relativity                          | Leo Roth                           | Papel principal; 17 episodios                                         |
| 1997            | Snow White: A Tale of Terror        | Peter Gutenberg                    | Película para televisión                                              |
| 1999            | A Season for Miracles               | Capitán de la Policía Nathan Blair | Película para televisión de Hallmark Hall of Fame                     |
| 2000            | Roswell                             | Daniel Pierce                      | Papel recurrente; 5 episodios                                         |
| 2002            | The Time Tunnel                     | Doug Phillips                      | Piloto de televisión no producido                                     |
| 2003            | Boston Public                       | Dave Fields                        | Papel recurrente; 7 episodios                                         |
| 2003            | LA Confidential                     | Detective Ed Exley                 | Piloto de televisión no producido                                     |
| 2003            | Miss Match                          | Michael Mendelson                  | Papel principal; 17 episodios                                         |
| 2004            | Beck and Call                       | Matthew                            | Piloto de televisión no producido                                     |
| 2005            | Dr. House                           | Marty Hamilton                     | Episodio: "DNR"                                                       |
| 2005–2010       | Ghost Whisperer                     | Jim Clancy / Sam Lucas             | Papel principal; 103 episodios                                        |
| 2010            | CSI: Miami                          | Gary Chapman                       | Episodio: "Happy Birthday"                                            |
| 2011            | The Good Wife                       | Juez Clark Willard                 | Episodio: "Marthas and Caitlins"                                      |
| 2012            | The Firm                            | Ben                                | Episodio: "Chapter Eighteen"                                          |
| 2012            | Beautiful People                    | Jerry                              | Piloto de televisión no producido                                     |
| 2013–2014; 2018 | Agents of S.H.I.E.L.D.              | Ian Quinn                          | Papel recurrente; 7 episodios (T1) Estrella Invitada; 1 episodio (T5) |
| 2013            | Law and Order: Special Victims Unit | Oficial West                       | Episodio: "Internal Affairs"                                          |
| 2015            | The Curse of the Fuentes Women      | Max                                | Piloto de televisión no producido                                     |
| 2015            | Castle                              | Frank Kelly                        | Episodio: "At Close Range"                                            |
| 2016            | Masters of Sex                      | Mike Schaeffer                     | Episodio: "Coats or Keys"                                             |

## Curiosidades
- David Conrad rechazó un papel en las populares películas Deep Impact y Boogie Nights porque quería concentrarse en el teatro.

- En la producción de Enrique IV en 2005, tropezó y se rompió un hueso de la mano mientras hacía su entrada en escena.

- En el año 2006 fue nominado como el hombre más sexy de la televisión por la revista TV Guide.